# Андовер (Њујорк)
Андовер (енгл. Andover) град је у америчкој савезној држави Њујорк.

## Демографија
По попису из 2010. године број становника је 1.042, што је 31 (-2,9%) становника мање него 2000. године.
| Група             | 2000.         | 2010.         |
| Белци             | 1.036 (96,6%) | 1.013 (97,2%) |
| Афроамериканци    | 2 (0,2%)      | 3 (0,3%)      |
| Азијати           | 6 (0,6%)      | 1 (0,1%)      |
| Хиспаноамериканци | 13 (1,2%)     | 14 (1,3%)     |
| Укупно            | 1.073         | 1.042         |